# Французская Кохинхина
Кохинхина (фр. Cochinchine) — французское колониальное владение, существовавшее в Индокитае в XIX—XX веках.

## Образование колонии
В 1858—1862 годах французские войска захватили дельту Меконга. По Сайгонскому договору Дайнам передал Франции провинции Зядинь, Диньтыонг, Бьенхоа. 16 апреля 1863 года состоялась церемония обмена ратификационными грамотами, в результате чего Дайнам официально признал утрату трёх восточных провинций на юге страны.
В политических и деловых кругах Франции существовали разногласия относительно дальнейшей судьбы этих территорий. Часть деловых кругов была озабочена огромными расходами на новоприобретённую колонию и полагала, что будет очень трудно удержать столь удалённые от Франции территории. Другие предприниматели, активно поддерживаемые французскими военными, превозносили те экономические и политические выгоды, которые могла получить Франция от внедрения французских капиталов на рынки Индокитая и южного Китая.
В сентябре 1863 года в Париж прибыл Фан Тхань Зян, которому пришлось три месяца ждать аудиенции у Наполеона III. Когда аудиенция, наконец, состоялась, Зян встретил со стороны французского императора благожелательное отношение к идее выкупа Дайнамом у Франции захваченных провинций. Подготовить новую версию франко-испано-дайнамского договора было поручено морскому офицеру Ж.Обаре, которому Фан Тхань Зян обещал за возвращение аннексированных провинций свободу торговли во всём Дайнаме и большую контрибуцию.
Ж. Обаре предложил французскому правительству вернуть Дайнаму все занятые провинции, оставив за собой лишь Сайгон, Тёлон и порт Вунгтау. Проект был одобрен при условии, что вьеты признают права Франции ещё и на Митхо. В июле 1864 года Ж.Обаре приехал в Хюэ где дайнамскую делегацию возглавил всё тот же Фан Тхань Зян. Усилиями обеих сторон в максимально короткие сроки (21 июля 1864 года) соглашение было подписано.
Однако с апреля 1864 года в Париже активизировалась деятельность империалистических кругов во главе с министром морского флота и колоний Шасселю-Лоба и адмиралом Шарнье, которые требовали расширения французских владений в южном Дайнаме и дезавуирования переговоров Обаре с Зяном. В январе 1865 года французское правительство официально заявило о том, что отказывается признавать соглашение 1864 года, и будет придерживаться сайгонского договора 1862 года, мотивируя своё решение отсутствием у Обаре полномочий для подписания соглашения с Зяном.
В октябре 1866 года приехавший в Хюэ французский представитель предложил освободить Дайнам от уплаты контрибуций, если Франции помимо трёх восточных провинций южного Дайнама будут переданы и три западные — Виньлонг, Анзянг и Хатьен, население и власти которых обвинялись в пособничестве антифранцузской борьбе. После отказа императора Зык Тонга, французы 17 июня 1867 года начали наступление на крепость Виньлонг. Фан Тхань Зян был вынужден сдать Винглаунг без всяких условий. Для предотвращения бесполезного кровопролития он отдал чиновникам Анзянга и Хатиена письменное распоряжение сдать крепости и беспрепятственно допустить французов в западные провинции юга. Взяв на себя всю ответственность за сдачу провинций, 5 июля 1867 года Фан Тхань Зян покончил с собой.
Первым французским губернатором захваченной территории стал адмирал Л. А. Бонар. Он являлся сторонником косвенного управления, в соответствии с которым сохранялась местная административная структура, а французские колониальные власти должны были лишь контролировать деятельность дайнамской администрации. Однако уже в 1862 году дайнамская администрация была заменена французской, и в Кохинхине стало действовать прямое французское управление. Французские власти резко усилили земельный оборот в Кохинхине, конфискуя земли и передавая их лояльным к новой власти людям. На этих землях французские колонисты и дайнамские землевладельцы основывали крупные плантационные хозяйства; к 1867 году посевная площадь увеличилась на 40 %. Были построены предприятия по переработке сельскохозяйственного сырья.
В 1874 году между Францией и Дайнамом был подписан новый договор, в котором были точно зафиксированы границы Французской Кохинхины. В апреле 1875 года он был ратифицирован в Хюэ, и вся южная часть Дайнама — Кохинхина — получила официальный статус колонии. Однако первый гражданский губернатор — Ле Мир де Вилье — был назначен в Кохинхину только в 1879 году.

## Колония Кохинхина
С 1879 год Кохинхина была колонией, управляемой гражданским губернатором, и находилась в ведении Министерства торговли и колоний. Указом от 17 октября 1887 года все французские владения в Индокитае были объединены в единый Индокитайский Союз, который полностью находился в ведении Министерства колоний; при этом статус колонии из всех территорий Союза имела лишь Кохинхина. Однако лишь Кохинхина оплачивала собственные траты; более того, именно из кохинхинского бюджета покрывалась основная часть бюджетных расходов всего Индокитайского союза. Это вызывало недовольство французского населения колонии, прежде всего предпринимателей, за счёт которых субсидировались остальные владения Франции в Индокитае. Ситуация изменилась лишь после того, как в 1897 году генерал-губернатором Индокитая был назначен Поль Думер, сумевший за пять лет увеличить налоговый сбор почти в три раза; в результате реформ Думера у бюджетов протекторатов, входивших в Союз, появилось положительное сальдо.
В связи с повышением на мировом рынке спроса на рис, администрация Индокитайского Союза предоставляла французскому капиталу различные льготы и привилегии в сельском хозяйстве. В результате производство риса в Кохинхине с 1875 года по начало XX века выросло минимум в два раза. Возможность масштабного экспорта риса способствовала росту заинтересованности колонистов в приобретении земли. В 1899 году в Зядини были основаны первые каучуковые плантации, давшие прекрасный урожай.
В 1902 году генерал-губернатором Индокитая стал Поль Бо. При нём с местного населения Кохинхины стали взимать меньший поземельный налог, чем в Аннаме и Тонкине. Население колонии без выкупа освобождалось от обязательных общественных работ; сроки службы в армии составляли три года (для жителей Аннама и Тонкина — семь лет). В Кохинхине значительно раньше, чем в Аннаме и Тонкине, для местного населения стали применяться кодексы уголовного и гражданского права, разработанные на основе французского законодательства с учётом местных правовых норм. Всё это усиливало разделение Вьетнама, углубляя отличия Кохинхины от Тонкина с Аннамом.
После Второй мировой войны 2 сентября 1945 года на всей вьетнамской территории коммунистами была провозглашена Демократическая Республика Вьетнам. Французские власти не желали отдавать власть в руки коммунистов, и хотя 6 марта 1946 года Франция признала независимость Демократической Республики Вьетнам в составе Индокитайского Союза, однако 1 июня 1946 года верховный комиссар Д’Аржанльё заявил, что соглашение от 6 марта между Хо Ши Мином и Сентини не распространяется на территорию Кохинхины, где образуется Автономная Республика Кохинхина.